# Knud Bolander
Knud Graah Bolander, född 13 oktober 1897 i Örgryte församling, Göteborg, död 22 mars 1968 i Enköpings församling, Uppsala län, var en svensk tidningsman.
Bolander blev filosofie doktor i Göteborg 1925, blev sekreterare i andra kammarens utskott 1926, var Svenska Dagbladets korrespondent i New York 1927–1932, i London 1933–1942 och därefter utrikespolitisk medarbetare vid Svenska Dagbladets redaktion i Stockholm. Han utgav bland annat Förspelet till Balkankrisen på 1870-talet (1925) och Englands väg (1941). Knud Bolander är begravd på Östra kyrkogården i Göteborg.